# Vilarinho (Santo Tirso)
Vilarinho ist eine Gemeinde im Norden Portugals.
Vilarinho gehört zum Kreis Santo Tirso im Distrikt Porto, besitzt eine Fläche von 5,3 km² und hat 3587 Einwohner (Stand 19. April 2021).

## Bauwerke
- Mosteiro de São Miguel de Vilarinho